# Космос-209
Космос-209 је један од преко 2400 совјетских вјештачких сателита лансираних у оквиру програма Космос.
Космос-209 је лансиран са космодрома Тјуратам, Бајконур, СССР, 22. марта 1968. Ракета-носач је поставила сателит у орбиту око планете Земље. 